# オッペンハイマー準男爵
オッペンハイマー準男爵（オッペンハイマーじゅんだんしゃく、英: Oppenheimer baronets）は、連合王国の準男爵位。1921年に創設され、2020年に廃絶した。

## 歴史
南アフリカ連邦出身のダイヤモンド商人・慈善家バーナード・オッペンハイマー(1866–1921)は1921年新年記念叙勲において、1921年1月18日に準男爵に叙された。彼はその5か月後に死去、息子マイケル・オッペンハイマー(1892–1933)が準男爵位を継承した。
その息子にあたるマイケル・バーナード・グレンヴィル・オッペンハイマー(1924–2020)はわずか9歳で準男爵位を継承した。彼が2020年に死去すると、準男爵位は廃絶した。

## （ストーク・ポージェズの）オッペンハイマー準男爵（1921年）
- 初代準男爵サー・バーナード・オッペンハイマー（英語版）（1866年 – 1921年）
- 第2代準男爵サー・マイケル・オッペンハイマー（1892年 – 1933年）
- 第3代準男爵サー・マイケル・バーナード・グレンヴィル・オッペンハイマー（1924年 – 2020年）